# ماچئی مالنچوک
ماچئی مالِنچوک (لهستانی: Maciej Maleńczuk؛ زادهٔ ۱۴ اوت ۱۹۶۱) موسیقی‌دان، ترانه‌سرا، خواننده، شاعر و بازیگر اهل لهستان است. وی از سال ۱۹۸۳ میلادی تاکنون مشغول فعالیت بوده‌است.
از فیلم‌ها یا مجموعه‌های تلویزیونی که وی در آن‌ها نقش داشته‌است، می‌توان به مبتدیان تمام‌عیار، در خوشی و سختی و قواعد بازی اشاره نمود.